# Trevi, Umbrien
Trevi är en ort och kommun i provinsen Perugia i regionen Umbrien i Italien. Kommunen hade 8 349 invånare (2018).